# Dress
"Dress" (ドレス) é o sétimo single da banda de rock japonesa Buck-Tick, lançado em 21 de maio de 1993. Em 2005, o single foi remixado, relançado como "Dress (Bloody trinity mix)" e usado como tema de abertura do anime Trinity Blood.
O grupo Abingdon Boys School fez um cover de "Dress", que foi incluído no álbum de tributo Parade ~Respective Tracks of Buck-Tick~ e mais tarde em seu álbum de estreia. Além disso, Theatre Brook tocou o lado B "Rokugatsu no Okinawa" no mesmo álbum de tributo.

## Produção
"Dress" foi composta pelo guitarrista Hidehiko Hoshino e sua letra foi escrita pelo vocalista Atsushi Sakurai. O website CD Journal comentou que a canção possui um "clima único", devido aos sons de sintetizador e do baixo. Sobre a regravação de 2005, o site disse: "A batida parece vagar no fundo do mar, adicionando um novo charme à música original". Seu videoclipe foi dirigido por Wataru Hayashi.

## Desempenho comercial
O single alcançou a quinta posição na Oricon Singles Chart, permaneceu na parada por seis semanas e vendeu cerca de 170 mil cópias. A versão Bloody Trinity Mix alcançou a 24ᵃ posição ficando por cinco semanas na parada.

## Faixas
Todas as letras escritas por Atsushi Sakurai, todas as músicas compostas por Hidehiko Hoshino.
| N.º            | Título                              | Duração |  |
| 1.             | "Dress" (ドレス)                    | 6:00    |  |
| 2.             | "Rokugatsu no Okinawa" (六月の沖縄) | 3:53    |  |
| Duração total: | Duração total:                      | 9:53    |  |

Bloody trinity mix
| N.º            | Título                           | Duração |  |
| 1.             | "Dress" (Bloody trinity mix)     | 6:40    |  |
| 2.             | "Rokugatsu no Okinawa" (Ao vivo) | 3:56    |  |
| 3.             | "Yuuwaku" (Ao vivo)              | 5:52    |  |
| 4.             | "Zero" (Ao vivo)                 | 4:04    |  |
| 5.             | "Dress" (Ao vivo)                | 6:38    |  |
| Duração total: | Duração total:                   | 27:12   |  |

## Ficha técnica
- Atsushi Sakurai – vocal
- Hisashi Imai – guitarra solo
- Hidehiko "Hide" Hoshino – guitarra rítmica, piano, sintetizador
- Yutaka "U-ta" Higuchi – baixo
- Yagami Toll – bateria
- Buck-Tick – produção

Músicos adicionais
- Rie Hamada – vocais de apoio
- Kazutoshi Yokoyama – manipulação

Produção
- Junichi Tanaka - diretor
- Sei Hiruma – engenheiro de gravação e mixagem
- Shigetoshi Naito – engenheiro de gravação
- Takahiro Uchida – engenheiro de gravação
- Osamu Takagi – produtor executivo
- Takashi Muraki –  produtor executivo
- Ken Sakaguchi – direção de arte e design